# Eugene
Eugene és una població dels Estats Units i seu del comtat de Lane a l'estat d'Oregon. Segons el cens del 2008 tenia 154.620 habitants.

## Demografia
Segons el cens del 2000, Eugene tenia 137.893 habitants, 58.110 habitatges, i 31.321 famílies. La densitat de població era de 1.313,9 habitants per km².
Dels 58.110 habitatges en un 25,8% hi vivien nens de menys de 18 anys, en un 40,6% hi vivien parelles casades, en un 9,7% dones solteres, i en un 46,1% no eren unitats familiars. En el 31,7% dels habitatges hi vivien persones soles el 9,4% de les quals corresponia a persones de 65 anys o més que vivien soles. El nombre mitjà de persones vivint en cada habitatge era de 2,27 i el nombre mitjà de persones que vivien en cada família era de 2,87.
Per edats la població es repartia de la següent manera: un 20,3% tenia menys de 18 anys, un 17,3% entre 18 i 24, un 28,5% entre 25 i 44, un 21,8% de 45 a 60 i un 12,1% 65 anys o més.
L'edat mediana era de 33 anys. Per cada 100 dones de 18 o més anys hi havia 94 homes.
La renda mediana per habitatge era de 35.850$ i la renda mediana per família de 48.527$. Els homes tenien una renda mediana de 35.549$ mentre que les dones 26.721$. La renda per capita de la població era de 21.315$. Aproximadament el 8,7% de les famílies i el 17,1% de la població estaven per davall del llindar de pobresa.

## Fills il·lustres
- Rachel Kushner (1968-) escriptora. Premi Médicis estranger de l'any 2018.

## Poblacions més properes
El següent diagrama mostra les poblacions més properes.